# Brianne Drouhard
Brianne Drouhard (nacida el 10 de julio de 1980) es una autora, artista, directora y animadora estadounidense, conocida por su libro Billie the Unicorn y su webcomic, Harpy Gee. Drouhard ha estado involucrada en la animación desde 2004, cuando fue diseñadora de personajes para la serie de televisión Teen Titans. Sus proyectos actuales incluyen el próximoespectáculo Golden Axe, Harpy Gee y  Mega Princess de Boom! Studios.
Drouhard ha contribuido a varias series de televisión, incluidas The Avengers: Earth's Mightiest Heroes, Class of 3000, Out of Jimmy's Head, Cerdo Cabra Banana Grillo y Santiago de los mares. También dirigió y produjo el cortometraje de televisión Amethyst, Princess of Gemworld.

## Vida personal
Brianne Drouhard nació el 10 de julio de 1980 en Othello, Washington, EE. UU. Drouhard asistió a la Escuela de Verano de Artes del Estado de California y al Programa de Animación de Personajes del Instituto de las Artes de California.

## Carrera
Brianne Drouhard trabajó como diseñadora de personajes en varios programas de televisión animados a lo largo de la década de 2000, como Scooby-Doo! Misterios S.A. y Teen Titans. Mientras Drouhard trabajaba en Batman: The Brave and the Bold de 2008 a 2011, DC Comics anunció la formación de DC Nation Shorts a todos los que trabajaban en el departamento de animación de Warner Bros. Al observar la lista de personajes para los que Drouhard podía presentar una propuesta, el personaje de Amethyst se destacó para ella, a pesar de que no conocía bien al personaje. Drouhard ya llevaba varios años lanzando su concepto de Harpy Gee y lo presentó como una alternativa después de su presentación de Amethyst. Sin embargo, a DC le gustaron los episodios conceptuales de Drouhard más de lo esperado, y le dijeron que escribiera aún más episodios.
Drouhard comenzó a publicar su webcomic de fantasía Harpy Gee en enero de 2014. Siguiendo a la aventurera Harpy y su gato duende, Drouhard cambia rápidamente su estilo narrativo y sus procesos artísticos durante la creación de Harpy Gee. Lauren Davis de io9 lo incluyó entre sus webcomics favoritos de 2014.  Se produjo un corto animado de Nick para el programa como parte del Programa de Cortometrajes Animados de Nickelodeon.
En colaboración con Kelly Thompson, Drouhard creó el cómic Mega Princess en 2016, que sigue las aventuras 000de la princesa Maxime y su pony Justine, quienes van a rescatar a su hermano menor. Publicado por Kaboom! Mega Princess tiene un público objetivo más joven.